# ミッキーの夢物語
『ミッキーの夢物語』（ミッキーのゆめものがたり、原題: Thru the Mirror）は、1936年5月30日に公開されたウォルト・ディズニー・カンパニーが製作したアニメーション短編映画作品。

## あらすじ
『鏡の国のアリス』を読んだまま寝てしまったミッキーは夢の中で目覚め、部屋の鏡を使って鏡の世界へ乗り込む。そこはイスや傘などの道具が人間のように暮らしている世界だった。そんな中、くるみ割りが捨てたくるみの中身を食べたミッキーは体が一瞬ででっかくなったかと思いきや、縮んで小さくなってしまう。体の縮んだミッキーは電話や手袋、トランプ達とダンスを楽しむ。
しかし、ミッキーがハートのクイーンとダンスをしていた光景を目の当たりにしたハートのキングから勝負を挑まれるが、ミッキーはその戦いに見事勝利する。怒ったキングは連隊の出動を要請。トランプの兵隊の大群が次々と登場し、ミッキーに襲い掛かってきた。ミッキーはペンのインクや扇風機を使ってそのトランプの兵隊たちを一蹴して逃げだし、途中で徐々に縮んだ体が戻っていく。そして、鏡の前に戻ってきた鏡の世界から脱出したミッキーは目覚め、寝ぼけ眼で自分のそばに鳴っていた目覚まし時計を電話と勘違いして語りかける。そして、夢だと気づいたミッキーは時計を机の引き出しにしまい、再び寝直すのであった。

## スタッフ
- 製作：ウォルト・ディズニー
- 原作：ルイス・キャロル
- 脚本：ウィリアム・コトレル、ジョー・グラント、ボブ・クワハラ
- 音楽：フランク・チャーチル、リー・ハーライン、ポール・J・スミス
- 作画：カール・バークス、ジョン・キャノン、ハーディー・グラマトキー、ディック・ランディー、レナード・セブリング、ボブ・ウィッカーシャム
- 監督：デイヴィッド・ハンド

## キャスト
| キャラクター   | 原語版               | 日本テレビ版 | ポニー・バンダイ版 | BVHE旧版 | BVHE新版 |
| -------------- | -------------------- | ------------ | ------------------ | -------- | -------- |
| ミッキーマウス | ウォルト・ディズニー | 山田栄子     | 後藤真寿美         | 納谷六朗 | 青柳隆志 |
| ハートのキング | ?                    | ?            | 内田稔             | ?        | 有本欽隆 |
| 電話機         | ピント・コルヴィッグ | ?            | 江原正士           | ?        | 二又一成 |
| ラジオ         | ピント・コルヴィグ   | ?            | 小山武宏           | ?        | 郷里大輔 |
| ナレーター     | -                    | -            | 土井美加           | -        | -        |

## 備考
- 劇中にてシリー・シンフォニーシリーズの一つである『海の王ネプチューン』よりネプチューンがゲスト出演している。
- 冒頭にて、ミッキーの自宅の場面で出てくる本『Alice Through the Looking-Glass』とは日本語タイトルでは『鏡の国のアリス』。

## 映像ソフト化
- （日本語、英語）『夢と魔法の宝石箱 ミッキーのマジカルワールド』（VHS、バンダイ、1988年10月7日発売）
- （日本語、英語）『Walt Disney Mini Classics ミッキーのマジカルワールド』（VHS、ブエナ・ビスタ・ホーム・エンターテイメント、1991年3月15日発売）
- （日本語）『Disney ミッキーマウス 70thアニバーサリー・アルバム』（VHS）ブエナ・ビスタ・ホーム・エンターテイメント『ミッキーマウス カラー・エピソード Vol.1 限定保存版』（DVD、ブエナ・ビスタ・ホーム・エンターテイメント、1998年11月6日発売）
- （日本語、英語）『みんなだいすき ミッキー！』（VHS・DVD、ブエナ・ビスタ・ホーム・エンターテイメント、2004年3月19日〈日本〉、2005年1月11日〈北米〉 ）
- （日本語、英語）『セレブレーション！ミッキーマウス』（DVD、ウォルト・ディズニー・ジャパン、2018年10月23日〈北米〉、2018年11月21日〈日本〉）